# Serapias neglecta
Serapias neglecta es una especie de orquídea originaria del sur de Europa.

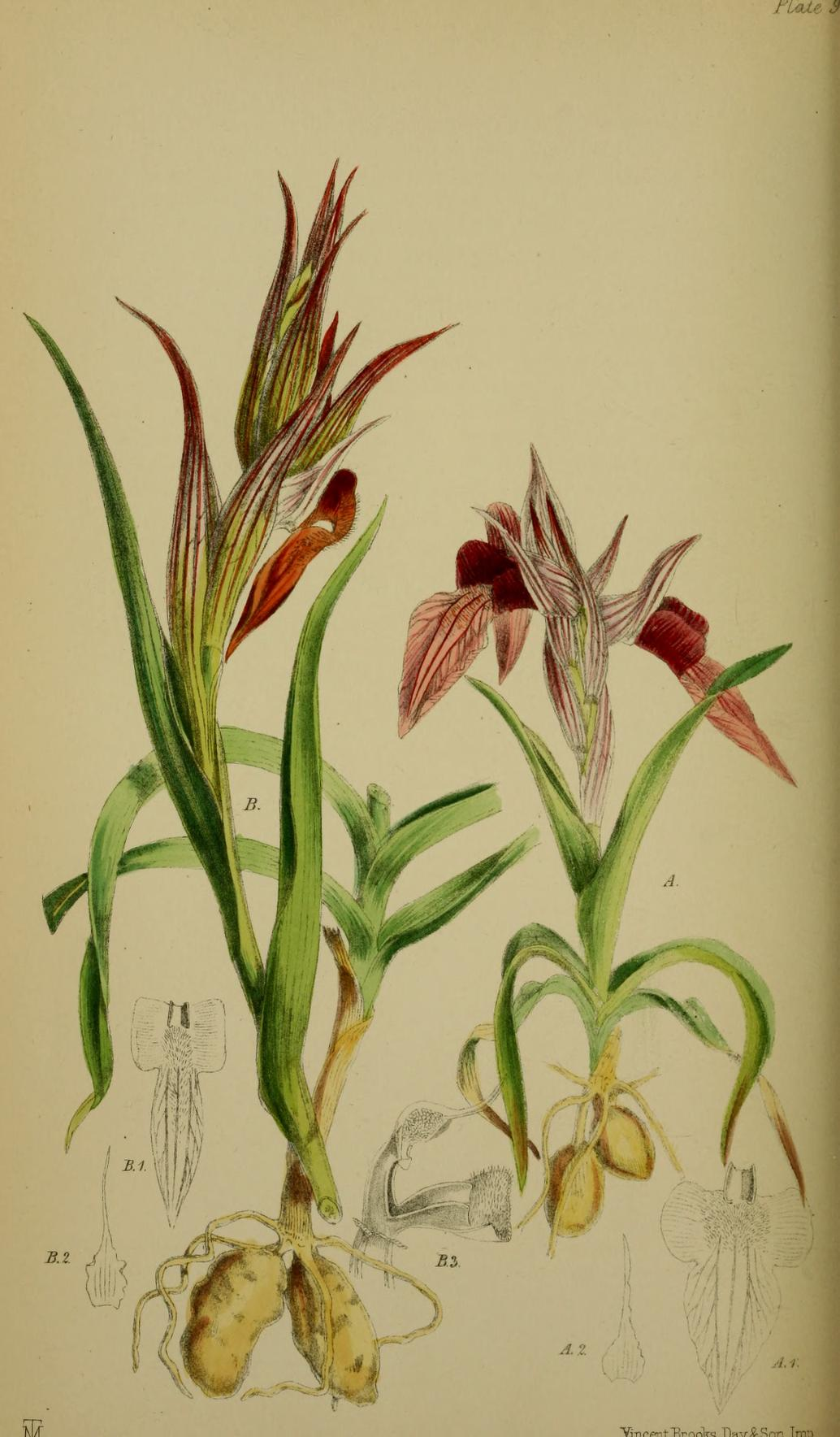
Ilustración

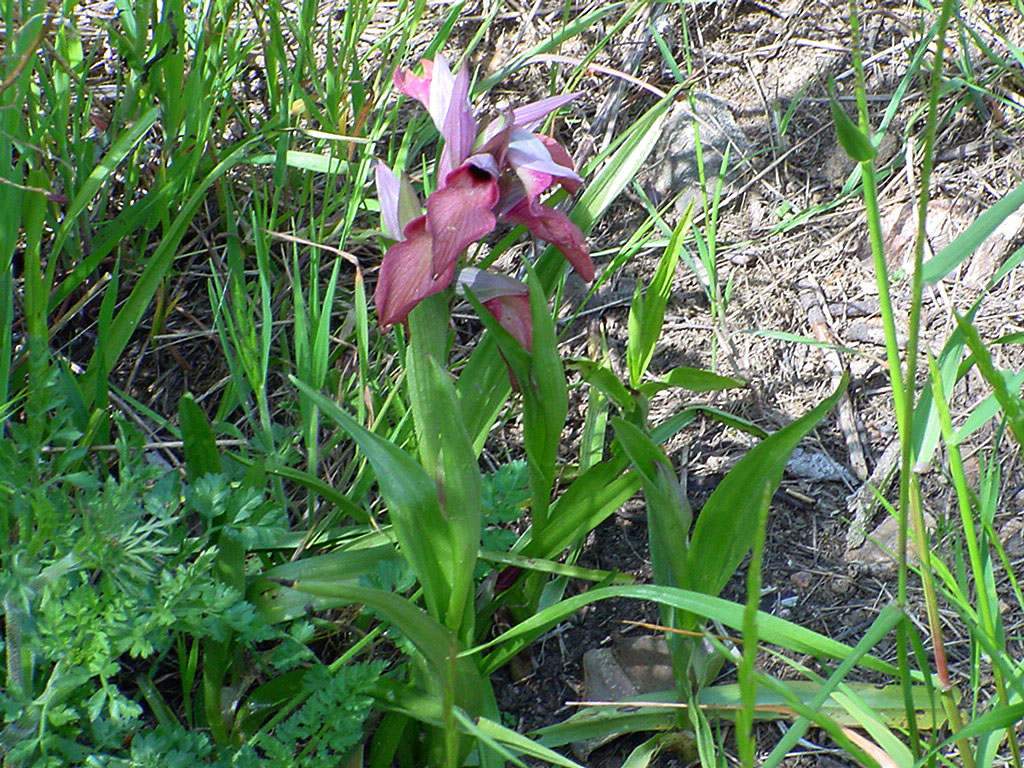
Vista de la planta

## Descripción
Es una planta herbácea geófita bulbosa con tallo que alcanza un tamaño de 15-30 cm de altura. El sistema radicular está constituido por dos rizomas ovoides, un sésil y el otro pedunculado. Las hojas son lanceoladas, de color verde azulado, se transforman gradualmente hacia el ápice del tallo en brácteas verdosas, rojo-violeta. Las flores , 3 a 8 se combinan en una inflorescencia corta y compacta. Los sépalos y pétalos son ovado-lanceoladas, formando un manojo de color blanco grisáceo, con vetas rojas. El labelo es bipartido en un hipoquilo de color marrón rojizo, parcialmente encerrado por el casco tepalico, con dos callos basales brillantes, claramente divergentes, y un epiquilo grande (20-30 mm x 23.12 mm), en forma de corazón, de color que van desde el ocre al salmón rojo, con pelos blanquecinos densos. El ginostemo es amarillo-rojizo y las polinias verde oliva.
Florece de abril a mayo.

## Taxonomía
Serapias neglecta fue descrita por Giuseppe De Notaris y publicado en Prosp. Fl. Ligust. 55. 1844.
Etimología
Serapias: nombre genérico de origen griego que se aplicó antiguamente a una orquídea no identificada con certeza, quizá Orchis morio. Proviene de un dios egipcio llamado Serapis en cuyos templos los devotos se dedicaban a los placeres de la carne. El nombre que Linneo asignó a este género quizás se debe a que a algunas orquídeas se le atribuyen efectos afrodisíacos.
neglecta: epíteto latino que significa "abandonado, despreciado".
Subespecies
- Serapias neglecta subsp. apulica Landwehr
- Serapias neglecta subsp. neglecta

Sinonimia
- Serapias cordigera subsp. neglecta (De Not.) K.Richt.
- S. c. var. neglecta (De Not.) Fiori & Paol.
- Serapiastrum neglectum (De Not.) A.A.Eaton

subsp. apulica Landwehr
- Serapias apulica (H.Baumann & Künkele) P.Delforge
- Serapias istriaca Perko
- Serapias neglecta subsp. istriaca (Perko) H.Baumann & R.Lorenz
- Serapias orientalis subsp. apulica H.Baumann & Künkele

subsp. neglecta
- Isias triloba De Not.
- Serapias cordigera Bertol.[5]

Híbridos
Serapias neglecta hibrida con otras especies de Serapias:
- Serapias × albertii E.G.Camus (1892) (ibrido di S.neglecta × S. vomeracea)
- Serapias × godferyi A. Camus (1926) (S. cordigera × S.neglecta)
- Serapias × meridionalis E.G. Camus (1892) (S. lingua × S.neglecta)

Híbridos intergenéricos con el género Anacamptis:
- × Serapicamptis bevilacquae (Penz.) J.M.H.Shaw, 2005 (A. morio × S. neglecta)
- × Serapicamptis mutata (E.G.Camus) J.M.H.Shaw, 2005 (A. palustris × S. neglecta)
- × Serapicamptis pisanensis (Godfery) J.M.H.Shaw, 2005 (A. laxiflora × S. neglecta)
- × Serapicamptis triloba (Viv.) J.M.H.Shaw, 2005 (A. papilionacea × S. neglecta)